# Chahār Borj-e Qadīm
Chahār Borj-e Qadīm (persiska: چهار برج قدیم) är en ort i Iran.   Den ligger i provinsen Västazarbaijan, i den nordvästra delen av landet, 500 km väster om huvudstaden Teheran. Chahār Borj-e Qadīm ligger 1 282 meter över havet och antalet invånare är 7 940.
Terrängen runt Chahār Borj-e Qadīm är mycket platt.Runt Chahār Borj-e Qadīm är det tätbefolkat, med 297 invånare per kvadratkilometer. Närmaste större samhälle är Malekān, 11,2 km öster om Chahār Borj-e Qadīm. Trakten runt Chahār Borj-e Qadīm består till största delen av jordbruksmark.